# Březník (Böhmerwald)
Der Březník (deutsch St. Guntherberg, auch Guntherberg bzw. Gunthersberg) ist ein 1006 m hoher Berg im Böhmerwald in Tschechien. Er befindet sich drei Kilometer südwestlich von Hartmanice auf dem Gebiet der Gemeinde Prášily.

## Lage und Beschreibung
Der mit Fichten bestandene Březník bildet einen aus zwei Schuttgipfeln bestehenden Kamm. Der Hauptgipfel ist der nördliche, der Südgipfel hat eine Höhe von 998 m ü. m. Unterhalb des Hauptgipfels befinden sich die Vintířova skála (Guntherfelsen) und die Guntherkapelle. Der Březník liegt am bayerisch-böhmischen Wanderweg Gunthersteig, außerdem führt der grün markierte Wanderweg von Radešov nach Zhůří über den Berg.

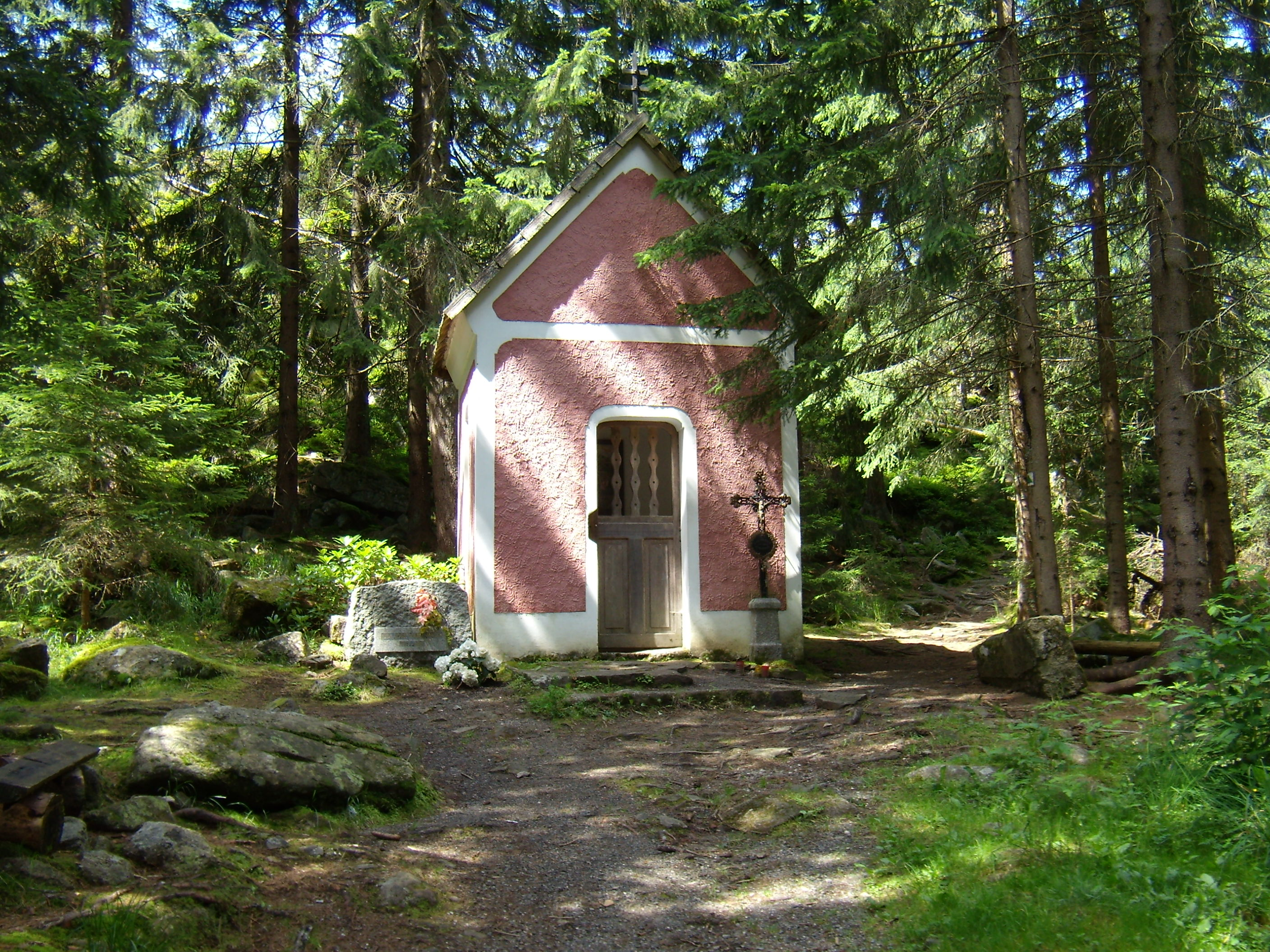
Guntherkapelle

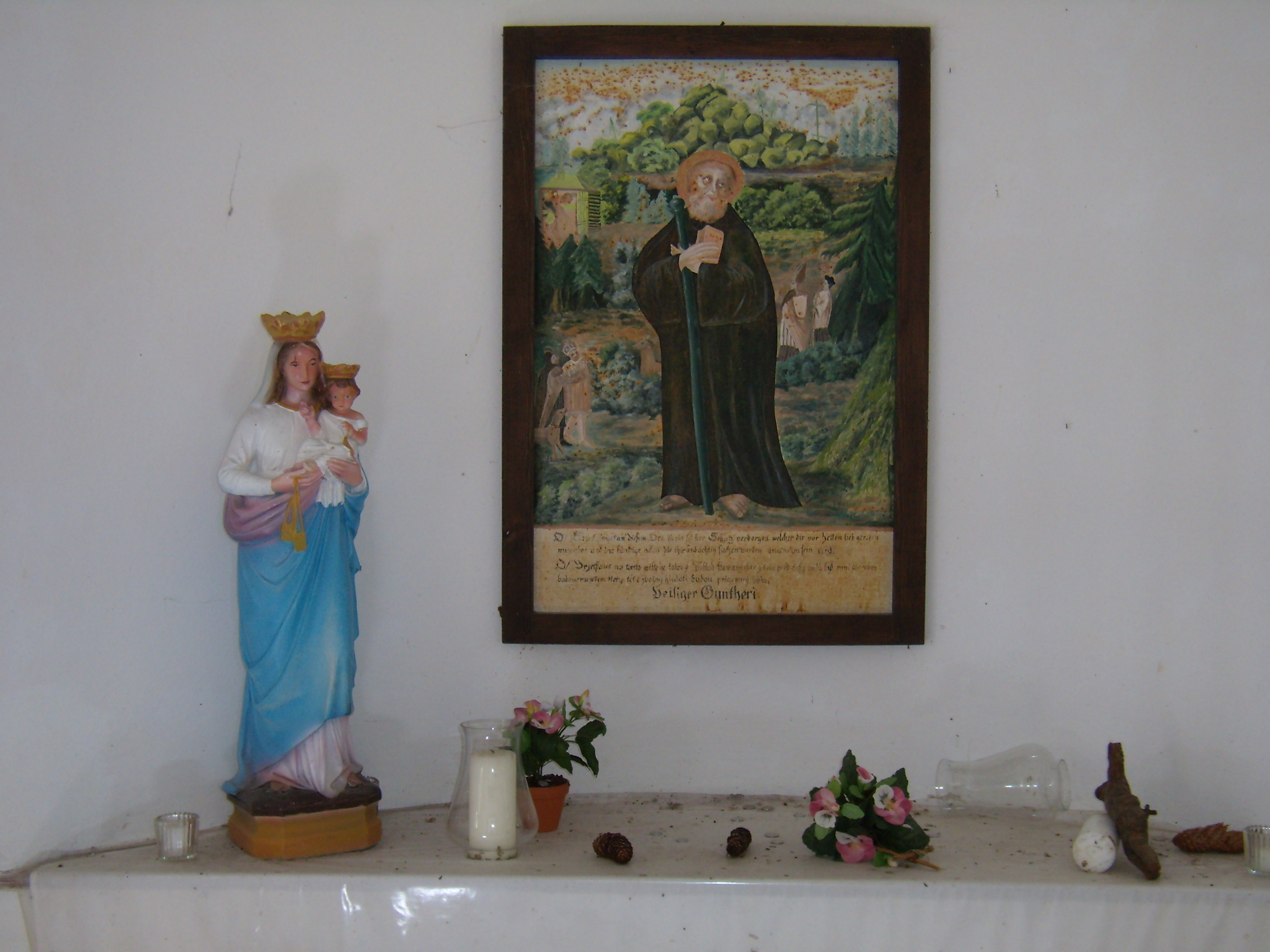
Guntherkapelle, Interieur

Nördlich erhebt sich der Bezděkovský kopec (818 m), im Nordosten die Jakubice (853 m) und die Hamižná (Hamischberg, 853 m), östlich der Radkovský vrch (Rogauer Berg, 907 m), im Südosten die Křemelná (Kiesleiten, 1125 m), im Südwesten die Slunečná (Sonnberg, 995 m) und die Dřevěná hůl (Hohenstock, 1206 m), westlich der Hůrecký vrch (Hurkenberg, 1099 m), der Sklářský vrch (1194 m) und der Pancíř (Panzer, 1214 m) sowie im Nordwesten die Gerlova paseka (996 m) und der Vysoký hřbet (Hochruck, 1078 m). Am nördlichen Fuße des Berges verläuft die Staatsstraße II/190 zwischen Hartmanice und Železná Ruda. Am Osthang des Březník entspringt der Bach Radešovský potok. Gegen Norden liegt das Tal der Volšovka, südwestlich das der Křemelná. 
Umliegende Orte sind Karlov und die Wüstung Rovina im Norden, Dobrá Voda im Nordosten, Jakubice und Pustina (Einöde) im Osten, die Wüstung Malý Babylon (Klein Babylon) im Südosten, die Wüstungen Souš (Zusch) und Stodůlky (Stadln) im Süden, die Wüstungen Filzhäusel und Šerlův Dvůr (Schörlhof) im Südwesten, die Wüstungen Weberhäusel, Glasermühle und Paseka (Holzschlag) im Westen sowie die Wüstung Skelná (Glaserwald) im Nordwesten.
Geomorphologisch wird der Březník im Böhmerwald der Untereinheit Šumavské pláně (IB-1A), dem Bezirk Kochánovské pláně (IB-1A-1) und dem Unterbezirk Javorensko-vysocký hřbet (IB-1A-1a) zugeordnet. Auf dem Březník befindet sich ein Geodätischer Punkt.

## Geschichte
Der Benediktinermönch Gunther verließ 1040 im hohen Alter das von ihm gegründete und geleitete Kloster Rinchnach, um sein Lebensende wieder als Einsiedler zu verbringen. Er ließ sich im Böhmerwald nieder und errichtete über einem alten Handelssteig an einem Felsen seine Klause, wo er am 9. Oktober 1045 verstarb. Der böhmische Herzog Břetislav I. ließ die sterblichen Überreste Gunthers in das Kloster Břevnov überführen.
Die Klause wurde später noch von weiteren Einsiedlern bewohnt. Nach der Verehrung Gunthers als Heiliger ließ der Grundherr Čejka von Olbramovice zu Beginn des 17. Jahrhunderts am Guntherfelsen eine hölzerne Kapelle und in Gutwasser eine steinerne Kapelle errichten, die beide dem heiligen Gunther geweiht wurden. Gutwasser, das auch St. Gunthersbad bezeichnet wurde, und der St. Guntherberg entwickelten sich zu einem der bedeutendsten Wallfahrtsorte im Böhmerwald.
Nach dem Zweiten Weltkrieg wurde in den 1950er Jahren der Truppenübungsplatz Dobrá Voda errichtet. Die Kapelle wurde zerstört. Nach der Auflösung des Truppenübungsplatzes wurde 1992 am Guntherfelsen eine neue steinerne Kapelle errichtet.

## Sehenswürdigkeiten
- Guntherkapelle, sie wurde 1992 wiedererrichtet. Vor der Kapelle steht ein gußeisernes Kreuz. Im Innern befindet sich eine Madonnenfigur und ein Altargemälde des heiligen Gunther.
- Gipfelkreuz